# Virovi
Virovi su hrvatska rijeka u Vukovarsko-srijemskoj županiji, desna pritoka Spačve. Izvire u sjeveru grada Županje, koja je jedino naselje, kroz koje Virovi protječu. Duga je 19,6 km.